# Krzywa cykliczna
Krzywa cykliczna – krzywa płaska, którą zakreśla dowolny punkt związany z kołem toczącym się bez poślizgu po prostej lub po kole stałym (w tym drugim przypadku krzywa nazywana jest trochoidą).